# Lista localităților urbane din provincia Alberta
Lista localităților urbane din provincia Alberta, Canada
| Nume                 | Teritoriu/rural urban                                                     | Incorporat data (town)        | Localitate recensământ populație (anul) 2013 | Populație (2011) | Populație (2006) | Diferență (%) | Teritoriu suprafață (km²) | Populație densitate (pe km²) |
| -------------------- | ------------------------------------------------------------------------- | ----------------------------- | -------------------------------------------- | ---------------- | ---------------- | ------------- | ------------------------- | ---------------------------- |
| Athabasca            | Athabasca County                                                          | 19 septembrie 1911            | &&&&&&&&&&&&&&-1.1000000                     | 2.990            | 2.580            | 15,9          | 17,48                     | 171,1                        |
| Banff                | Improvement District No. 9 (Banff)                                        | 1 ianuarie 1990               | 7.251 (2011)                                 | 7.584            | 6.700            | 13,2          | 4,88                      | 1.555                        |
| Barrhead             | Barrhead No. 11, County of                                                | 26 noiembrie 1946             | &&&&&&&&&&&&&&-1.1000000                     | 4.432            | 4.209            | 5,3           | 8,1                       | 547,2                        |
| Bashaw               | Camrose County                                                            | 1 mai 1964                    | &&&&&&&&&&&&&&-1.1000000                     | 873              | 796              | 9,7           | 2,84                      | 306,9                        |
| Bassano              | Newell, County of                                                         | 16 ianuarie 1911              | &&&&&&&&&&&&&&-1.1000000                     | 1.282            | 1.345            | −4,7          | 5,16                      | 248,6                        |
| Beaumont             | Leduc County                                                              | 1 ianuarie 1980               | 14.916 (2013)                                | 13.284           | 8.961            | 48,2          | 10,5                      | 1.264,8                      |
| Beaverlodge          | Grande Prairie No. 1, County of                                           | 24 ianuarie 1956              | &&&&&&&&&&&&&&-1.1000000                     | 2.365            | 2.264            | 4,5           | 5,58                      | 424                          |
| Bentley              | Lacombe County                                                            | 1 ianuarie 2001               | &&&&&&&&&&&&&&-1.1000000                     | 1.073            | 1.083            | −0,9          | 2,3                       | 466,3                        |
| Black Diamond        | Foothills No. 31, M.D. of                                                 | 1 ianuarie 1956               | &&&&&&&&&&&&&&-1.1000000                     | 2.373            | 1.900            | 24,9          | 3,21                      | 740,3                        |
| Blackfalds           | Lacombe County                                                            | 1 aprilie 1980                | 7.275 (2013)                                 | 6.300            | 4.618            | 36,4          | 16,36                     | 385                          |
| Bon Accord           | Sturgeon County                                                           | 20 noiembrie 1979             | &&&&&&&&&&&&&&-1.1000000                     | 1.488            | 1.534            | −3            | 2,11                      | 706,2                        |
| Bonnyville           | Bonnyville No. 87, M.D. of                                                | 3 februarie 1948              | 6.837 (2012)                                 | 6.216            | 5.832            | 6,6           | 14,1                      | 440,7                        |
| Bow Island           | Forty Mile No. 8, County of                                               | 1 februarie 1912              | &&&&&&&&&&&&&&-1.1000000                     | 2.025            | 1.790            | 13,1          | 5,92                      | 342,1                        |
| Bowden               | Red Deer County                                                           | 1 septembrie 1981             | &&&&&&&&&&&&&&-1.1000000                     | 1.241            | 1.210            | 2,6           | 2,73                      | 454,7                        |
| Bruderheim           | Lamont County                                                             | 17 septembrie 1980            | 1.298 (2012)                                 | 1.155            | 1.215            | −4,9          | 4,23                      | 273,2                        |
| Calmar               | Leduc County                                                              | 19 ianuarie 1954              | &&&&&&&&&&&&&&-1.1000000                     | 1.970            | 1.959            | 0,6           | 4,65                      | 423,7                        |
| Canmore              | Bighorn No. 8, M.D. of Kananaskis Improvement District                    | 1 iunie 1966                  | 12.317 (2011)                                | 12.288           | 12.039           | 2,1           | 68,9                      | 178,4                        |
| Cardston             | Cardston County                                                           | 2 iulie 1901                  | &&&&&&&&&&&&&&-1.1000000                     | 3.580            | 3.452            | 3,7           | 8,64                      | 414,1                        |
| Carstairs            | Mountain View County                                                      | 1 septembrie 1966             | &&&&&&&&&&&&&&-1.1000000                     | 3.442            | 2.699            | 27,5          | 11,53                     | 298,4                        |
| Castor               | Paintearth No. 18, County of                                              | 27 iunie 1910                 | &&&&&&&&&&&&&&-1.1000000                     | 932              | 931              | 0,1           | 2,72                      | 343,1                        |
| Chestermere          | Rocky View County                                                         | 1 martie 1993                 | 15.762 (2013)                                | 14.824           | 9.923            | 49,4          | 32,64                     | 454,1                        |
| Claresholm           | Willow Creek No. 26, M.D. of                                              | 31 august 1905                | &&&&&&&&&&&&&&-1.1000000                     | 3.758            | 3.700            | 1,6           | 9,08                      | 414                          |
| Coaldale             | Lethbridge, County of                                                     | 7 ianuarie 1952               | 7.526 (2013)                                 | 7.493            | 6.177            | 21,3          | 7,95                      | 942,8                        |
| Coalhurst            | Lethbridge, County of                                                     | 1 iunie 1995                  | 2.301 (2013)                                 | 1.963            | 1.523            | 28,9          | 2,39                      | 820,3                        |
| Cochrane             | Rocky View County                                                         | 15 februarie 1971             | 18.750 (2013)                                | 17.580           | 13.760           | 27,8          | 30,03                     | 585,5                        |
| Coronation           | Paintearth No. 18, County of                                              | 29 aprilie 1912               | &&&&&&&&&&&&&&-1.1000000                     | 947              | 1.015            | −6,7          | 3,73                      | 253,6                        |
| Crossfield           | Rocky View County                                                         | 1 august 1980                 | &&&&&&&&&&&&&&-1.1000000                     | 2.853            | 2.668            | 6,9           | 11,87                     | 240,3                        |
| Daysland             | Flagstaff County                                                          | 2 aprilie 1907                | &&&&&&&&&&&&&&-1.1000000                     | 807              | 818              | −1,3          | 1,75                      | 461,2                        |
| Devon                | Leduc County                                                              | 24 februarie 1950             | &&&&&&&&&&&&&&-1.1000000                     | 6.510            | 6.261            | 4             | 11,72                     | 555,6                        |
| Didsbury             | Mountain View County                                                      | 27 septembrie 1906            | &&&&&&&&&&&&&&-1.1000000                     | 4.957            | 4.305            | 15,1          | 16,08                     | 308,2                        |
| Drayton Valley       | Brazeau County                                                            | 1 februarie 1957              | &&&&&&&&&&&&&&-1.1000000                     | 7.049            | 6.893            | 2,3           | 12,27                     | 574,3                        |
| Drumheller           | Kneehill County Special Area No. 2 Starland County Wheatland County       | 2 martie 1916 1 ianuarie 1998 | &&&&&&&&&&&&&&-1.1000000                     | 8.029            | 7.932            | 1,2           | 107,93                    | 74,4                         |
| Eckville             | Lacombe County                                                            | 1 iulie 1966                  | &&&&&&&&&&&&&&-1.1000000                     | 1.125            | 951              | 18,3          | 1,58                      | 710,8                        |
| Edson                | Yellowhead County                                                         | 21 septembrie 1911            | 8.646 (2012)                                 | 8.475            | 8.098            | 4,7           | 29,58                     | 286,5                        |
| Elk Point            | St. Paul No. 19, County of                                                | 1 ianuarie 1962               | 1.571 (2012)                                 | 1.412            | 1.487            | −5            | 4,88                      | 289,1                        |
| Fairview             | Fairview No. 136, M.D. of                                                 | 25 aprilie 1949               | &&&&&&&&&&&&&&-1.1000000                     | 3.162            | 3.297            | −4,1          | 11,3                      | 279,8                        |
| Falher               | Smoky River No. 130, M.D. of                                              | 1 ianuarie 1955               | &&&&&&&&&&&&&&-1.1000000                     | 1.075            | 941              | 14,2          | 2,87                      | 374,7                        |
| Fort Macleod         | Willow Creek No. 26, M.D. of                                              | 29 martie 1912                | &&&&&&&&&&&&&&-1.1000000                     | 3.117            | 3.072            | 1,5           | 23,34                     | 133,5                        |
| Fox Creek            | Greenview No. 16, M.D. of                                                 | 1 septembrie 1983             | 2.112 (2013)                                 | 1.969            | 2.278            | −13,6         | 11,54                     | 170,6                        |
| Gibbons              | Sturgeon County                                                           | 1 aprilie 1977                | &&&&&&&&&&&&&&-1.1000000                     | 3.030            | 2.642            | 14,7          | 7,39                      | 409,9                        |
| Grande Cache         | Greenview No. 16, M.D. of                                                 | 1 septembrie 1983             | &&&&&&&&&&&&&&-1.1000000                     | 4.319            | 3.783            | 14,2          | 35,48                     | 121,7                        |
| Granum               | Willow Creek No. 26, M.D. of                                              | 7 noiembrie 1910              | &&&&&&&&&&&&&&-1.1000000                     | 447              | 415              | 7,7           | 1,87                      | 239,6                        |
| Grimshaw             | Peace No. 135, M.D. of                                                    | 2 februarie 1953              | &&&&&&&&&&&&&&-1.1000000                     | 2.515            | 2.537            | −0,9          | 7,21                      | 349                          |
| Hanna                | Special Area No. 2                                                        | 14 aprilie 1914               | &&&&&&&&&&&&&&-1.1000000                     | 2.673            | 2.847            | −6,1          | 8,56                      | 312,4                        |
| Hardisty             | Flagstaff County                                                          | 9 noiembrie 1910              | &&&&&&&&&&&&&&-1.1000000                     | 639              | 760              | −15,9         | 5,48                      | 116,6                        |
| High Level           | Mackenzie County                                                          | 1 septembrie 1983             | &&&&&&&&&&&&&&-1.1000000                     | 3.641            | 3.887            | −6,3          | 31,99                     | 113,8                        |
| High Prairie         | Big Lakes, M.D. of                                                        | 10 ianuarie 1950              | &&&&&&&&&&&&&&-1.1000000                     | 2.600            | 2.785            | −6,6          | 7,92                      | 328,2                        |
| High River           | Foothills No. 31, M.D. of                                                 | 12 februarie 1906             | &&&&&&&&&&&&&&-1.1000000                     | 12.920           | 10.716           | 20,6          | 14,27                     | 905,5                        |
| Hinton               | Yellowhead County                                                         | 29 decembrie 1958             | &&&&&&&&&&&&&&-1.1000000                     | 9.640            | 9.738            | −1            | 33,77                     | 285,4                        |
| Innisfail            | Red Deer County                                                           | 20 noiembrie 1903             | 7.922 (2012)                                 | 7.876            | 7.331            | 7,4           | 19,53                     | 403,2                        |
| Irricana             | Rocky View County                                                         | 9 iunie 2005                  | &&&&&&&&&&&&&&-1.1000000                     | 1.162            | 1.243            | −6,5          | 3,18                      | 364,9                        |
| Killam               | Flagstaff County                                                          | 1 mai 1965                    | &&&&&&&&&&&&&&-1.1000000                     | 981              | 1.019            | −3,7          | 4,53                      | 216,3                        |
| Lamont               | Lamont County                                                             | 31 mai 1968                   | &&&&&&&&&&&&&&-1.1000000                     | 1.753            | 1.669            | 5             | 9,27                      | 189,2                        |
| Legal                | Sturgeon County                                                           | 1 ianuarie 1998               | &&&&&&&&&&&&&&-1.1000000                     | 1.225            | 1.192            | 2,8           | 3,22                      | 381                          |
| Magrath              | Cardston County                                                           | 24 iulie 1907                 | 2.376 (2013)                                 | 2.217            | 2.081            | 6,5           | 4,97                      | 446,2                        |
| Manning              | Northern Lights, County of                                                | 1 ianuarie 1957               | &&&&&&&&&&&&&&-1.1000000                     | 1.164            | 1.493            | −22           | 3,42                      | 340                          |
| Mayerthorpe          | Lac Ste. Anne County                                                      | 20 martie 1961                | &&&&&&&&&&&&&&-1.1000000                     | 1.398            | 1.474            | −5,2          | 4,78                      | 292,7                        |
| McLennan             | Smoky River No. 130, M.D. of                                              | 11 februarie 1948             | &&&&&&&&&&&&&&-1.1000000                     | 809              | 824              | −1,8          | 3,58                      | 226,2                        |
| Milk River           | Warner No. 5, County of                                                   | 7 februarie 1956              | &&&&&&&&&&&&&&-1.1000000                     | 811              | 816              | −0,6          | 2,39                      | 339,6                        |
| Millet               | Wetaskiwin No. 10, County of                                              | 1 septembrie 1983             | &&&&&&&&&&&&&&-1.1000000                     | 2.092            | 2.068            | 1,2           | 3,74                      | 558,7                        |
| Morinville           | Sturgeon County                                                           | 21 aprilie 1911               | &&&&&&&&&&&&&&-1.1000000                     | 8.569            | 6.775            | 26,5          | 11,34                     | 755,6                        |
| Mundare              | Lamont County                                                             | 4 ianuarie 1951               | &&&&&&&&&&&&&&-1.1000000                     | 855              | 712              | 20,1          | 4,2                       | 203,6                        |
| Nanton               | Willow Creek No. 26, M.D. of                                              | 9 august 1907                 | &&&&&&&&&&&&&&-1.1000000                     | 2.132            | 2.055            | 3,7           | 4,8                       | 443,9                        |
| Okotoks              | Foothills No. 31, M.D. of                                                 | 1 iunie 1904                  | 26.319 (2013)                                | 24.511           | 17.150           | 42,9          | 19,24                     | 1.273,8                      |
| Olds                 | Mountain View County                                                      | 1 iulie 1905                  | 8.511 (2013)                                 | 8.235            | 7.253            | 13,5          | 14,87                     | 553,8                        |
| Onoway               | Lac Ste. Anne County                                                      | 1 septembrie 2005             | &&&&&&&&&&&&&&-1.1000000                     | 1.039            | 875              | 18,7          | 3,34                      | 311,5                        |
| Oyen                 | Special Area No. 3                                                        | 1 septembrie 1965             | 1.070 (2012)                                 | 973              | 1.015            | −4,1          | 4,93                      | 197,4                        |
| Peace River          | Northern Lights, County of Northern Sunrise County Peace No. 135, M.D. of | 1 decembrie 1919              | &&&&&&&&&&&&&&-1.1000000                     | 6.729            | 6.315            | 6,6           | 25,92                     | 259,6                        |
| Penhold              | Red Deer County                                                           | 1 septembrie 1980             | 2.476 (2012)                                 | 2.375            | 1.971            | 20,5          | 5,33                      | 445,3                        |
| Picture Butte        | Lethbridge, County of                                                     | 1 ianuarie 1960               | &&&&&&&&&&&&&&-1.1000000                     | 1.650            | 1.592            | 3,6           | 2,9                       | 569,5                        |
| Pincher Creek        | Pincher Creek No. 9, M.D. of                                              | 12 mai 1906                   | 3.619 (2013)                                 | 3.685            | 3.625            | 1,7           | 10,19                     | 361,6                        |
| Ponoka               | Ponoka County                                                             | 15 octombrie 1904             | &&&&&&&&&&&&&&-1.1000000                     | 6.773            | 6.576            | 3             | 13,05                     | 519,2                        |
| Provost              | Provost No. 52, M.D. of                                                   | 29 decembrie 1952             | &&&&&&&&&&&&&&-1.1000000                     | 2.041            | 2.072            | −1,5          | 4,93                      | 413,8                        |
| Rainbow Lake         | Mackenzie County                                                          | 1 septembrie 1995             | &&&&&&&&&&&&&&-1.1000000                     | 870              | 965              | −9,8          | 11,04                     | 78,8                         |
| Raymond              | Warner No. 5, County of                                                   | 1 iulie 1903                  | 3.982 (2013)                                 | 3.743            | 3.225            | 16,1          | 6,85                      | 546,1                        |
| Redcliff             | Cypress County                                                            | 5 august 1912                 | &&&&&&&&&&&&&&-1.1000000                     | 5.588            | 5.116            | 9,2           | 16,2                      | 344,9                        |
| Redwater             | Sturgeon County                                                           | 31 decembrie 1950             | 2.116 (2012)                                 | 1.915            | 2.202            | −13           | 20,12                     | 95,2                         |
| Rimbey               | Ponoka County                                                             | 13 decembrie 1948             | &&&&&&&&&&&&&&-1.1000000                     | 2.378            | 2.252            | 5,6           | 11,34                     | 209,7                        |
| Rocky Mountain House | Clearwater County                                                         | 31 august 1939                | 7.300 (2012)                                 | 6.933            | 6.874            | 0,9           | 12,99                     | 533,6                        |
| Sedgewick            | Flagstaff County                                                          | 1 mai 1966                    | &&&&&&&&&&&&&&-1.1000000                     | 857              | 891              | −3,8          | 2,6                       | 329,1                        |
| Sexsmith             | Grande Prairie No. 1, County of                                           | 15 octombrie 1979             | &&&&&&&&&&&&&&-1.1000000                     | 2.418            | 1.969            | 22,8          | 13,43                     | 180,1                        |
| Slave Lake           | Lesser Slave River No. 124, M.D. of                                       | 2 august 1965                 | &&&&&&&&&&&&&&-1.1000000                     | 6.782            | 6.703            | 1,2           | 14,18                     | 478,4                        |
| Smoky Lake           | Smoky Lake County                                                         | 1 februarie 1962              | &&&&&&&&&&&&&&-1.1000000                     | 1.022            | 1.010            | 1,2           | 4,2                       | 243,5                        |
| Spirit River         | Spirit River No. 133, M.D. of                                             | 18 septembrie 1951            | &&&&&&&&&&&&&&-1.1000000                     | 1.025            | 1.148            | −10,7         | 2,81                      | 365,4                        |
| St. Paul             | St. Paul No. 19, County of                                                | 15 decembrie 1936             | 5.844 (2012)                                 | 5.400            | 5.106            | 5,8           | 7,89                      | 684,7                        |
| Stavely              | Willow Creek No. 26, M.D. of                                              | 25 mai 1912                   | &&&&&&&&&&&&&&-1.1000000                     | 505              | 435              | 16,1          | 1,62                      | 311,3                        |
| Stettler             | Stettler No. 6, County of                                                 | 23 noiembrie 1906             | &&&&&&&&&&&&&&-1.1000000                     | 5.748            | 5.445            | 5,6           | 13,12                     | 438,2                        |
| Stony Plain          | Parkland County                                                           | 10 decembrie 1908             | &&&&&&&&&&&&&&-1.1000000                     | 15.051           | 12.363           | 21,7          | 35,61                     | 422,7                        |
| Strathmore           | Wheatland County                                                          | 6 iulie 1911                  | 12.352 (2012)                                | 12.305           | 10.280           | 19,7          | 27,28                     | 451                          |
| Sundre               | Mountain View County                                                      | 1 ianuarie 1956               | 2.695 (2012)                                 | 2.610            | 2.523            | 3,4           | 11,16                     | 233,9                        |
| Swan Hills           | Big Lakes, M.D. of                                                        | 1 ianuarie 1967               | &&&&&&&&&&&&&&-1.1000000                     | 1.465            | 1.645            | −10,9         | 25,44                     | 57,6                         |
| Sylvan Lake          | Red Deer County                                                           | 20 mai 1946                   | 13.015 (2013)                                | 12.327           | 10.250           | 20,3          | 15,62                     | 789,4                        |
| Taber                | Taber, M.D. of                                                            | 1 iulie 1907                  | &&&&&&&&&&&&&&-1.1000000                     | 8.104            | 7.591            | 6,8           | 15,09                     | 537,2                        |
| Three Hills          | Kneehill County                                                           | 1 ianuarie 1929               | 3.230 (2012)                                 | 3.198            | 3.089            | 3,5           | 5,63                      | 567,8                        |
| Tofield              | Beaver County                                                             | 10 septembrie 1909            | &&&&&&&&&&&&&&-1.1000000                     | 2.182            | 1.876            | 16,3          | 8,17                      | 267,1                        |
| Trochu               | Kneehill County                                                           | 1 august 1962                 | &&&&&&&&&&&&&&-1.1000000                     | 1.072            | 1.005            | 6,7           | 2,82                      | 380,1                        |
| Turner Valley        | Foothills No. 31, M.D. of                                                 | 1 septembrie 1977             | &&&&&&&&&&&&&&-1.1000000                     | 2.167            | 1.908            | 13,6          | 5,45                      | 397,6                        |
| Two Hills            | Two Hills No. 21, County of                                               | 1 ianuarie 1955               | 1.431 (2012)                                 | 1.379            | 1.047            | 31,7          | 3,31                      | 416,3                        |
| Valleyview           | Greenview No. 16, M.D. of                                                 | 5 februarie 1957              | 1.972 (2013)                                 | 1.761            | 1.725            | 2,1           | 9,66                      | 182,2                        |
| Vauxhall             | Taber, M.D. of                                                            | 1 ianuarie 1961               | &&&&&&&&&&&&&&-1.1000000                     | 1.288            | 1.069            | 20,5          | 2,88                      | 447,6                        |
| Vegreville           | Minburn No. 27, County of                                                 | 15 august 1906                | 5.758 (2012)                                 | 5.717            | 5.519            | 3,6           | 13,92                     | 410,6                        |
| Vermilion            | Vermilion River, County of                                                | 27 august 1906                | 4.545 (2012)                                 | 3.930            | 4.036            | −2,6          | 13,69                     | 287                          |
| Viking               | Beaver County                                                             | 10 noiembrie 1952             | &&&&&&&&&&&&&&-1.1000000                     | 1.041            | 1.085            | −4,1          | 3,76                      | 277,1                        |
| Vulcan               | Vulcan County                                                             | 15 iunie 1921                 | &&&&&&&&&&&&&&-1.1000000                     | 1.836            | 1.940            | −5,4          | 6,58                      | 279                          |
| Wainwright           | Wainwright No. 61, M.D. of                                                | 14 iulie 1910                 | 6.289 (2013)                                 | 5.925            | 5.426            | 9,2           | 8,91                      | 665,4                        |
| Wembley              | Grande Prairie No. 1, County of                                           | 1 august 1980                 | 1.410 (2012)                                 | 1.383            | 1.443            | −4,2          | 4,54                      | 304,8                        |
| Westlock             | Westlock County                                                           | 7 ianuarie 1947               | &&&&&&&&&&&&&&-1.1000000                     | 4.823            | 5.008            | −3,7          | 13,57                     | 355,3                        |
| Whitecourt           | Woodlands County                                                          | 20 decembrie 1971             | 10.574 (2013)                                | 9.605            | 8.971            | 7,1           | 26,14                     | 367,4                        |
| Total towns          | –                                                                         | –                             | –                                            | 451.830          | 404.662          | 11,7          | 1.273,68                  | 354,7                        |